# Grabak
Grabak ist eine Black-Metal-Band aus Leipzig.

## Bandgeschichte
Nach dem Tod ihres Sängers Mike P. im Jahr 1995 suchte die Band FFF (bestehend aus Dirk, André und D. Glaser) nach einem Ersatz, wobei sie auf Jan von der Band Hecatomb stieß; dieser sah FFF anfangs nur als sein Nebenprojekt an, löste Anfang 1996 jedoch Hecatomb zugunsten von FFF auf. In dieser Besetzung entstanden erste neue Lieder, und „[u]m den Neuanfang auch namentlich zu manifestieren“, benannte die Band sich laut der älteren Biographie in Grabak um. Die neuere hingegen gibt an, dass die Band 1995 von Mitgliedern beider Bands gegründet worden sei.
Im Frühjahr 1996 kamen Gabor Antok als zweiter Bassist und Kristin Müller als Keyboarderin zur Band. Im gleichen Jahr verließ D. Glaser die Band, weil er „sich nicht mehr mit der Bandphilosophie und Ideologie identifizieren“ konnte. Er wurde durch A. Feder ersetzt. Dieser „beeinflußte das bereits vorhandene Songmaterial sehr stark, so daß die bereits bestehenden Tracks entweder verbessert oder komplett verworfen wurden, um am Ende das bestmögliche Ergebnis darzustellen“.
Im Jahr 1997 spielte Grabak das erste Konzert. Im Winter wurde eine Demo in einem Leipziger Studio aufgenommen und ohne Titel auf CD vertrieben. Die einzige der Band bekannte Kritik zu dieser Demoaufnahme erschien im Ablaze und „war wider Erwarten recht gut“. 1998 spielte Grabak einige Konzerte und nahm weitere Stücke auf. Mit diesem Material bewarb sich die Band bei vielen Plattenlabel und unterschrieb schließlich 1998 oder 1999 einen Vertrag mit CCP Records. 1999 wurde ihr Debütalbum Der Prophet des Chaos veröffentlicht. Zu dieser Zeit begann die Band auch mit der Arbeit an ihrem zweiten Album. 2000 oder 2001 verließen Kristin Müller und A. Feder die Band, da sie mit der musikalischen Entwicklung und den Wertvorstellungen der Band nicht einverstanden waren. Die Band hatte ein Studio gebucht und benötigte Ersatz; Versuche mit anderen Keyboardern schlugen fehl, und einen passenden Gitarristen zu finden, stellte sich als noch schwieriger dar. Die Band Valgaldrar bot Grabak ihre Unterstützung bei den Aufnahmen an, der Studiotermin platzte jedoch. Als die Band auf Christian „Baddy“ Badtke stieß, nahm sie diesen als festen Gitarristen auf und entschloss sich, künftig auf Keyboards zu verzichten. Die bestehenden Lieder wurden daher neu arrangiert. Im Dezember 2001 erschien Encyclopedia Infernalis.
Im Jahr 2002 zog Gabor Antok nach Berlin, er blieb jedoch festes Mitglied der Band. 2003 verließ Dirk Lakowitz aus beruflichen Gründen Leipzig und zog nach Halle. Im April 2003 nahm die Band The Serpent Within Paradise, ihr drittes Album, auf. 2004 wurde Dirk Lakowitz durch Sebastian Schmidt ersetzt.
Anfang 2005 zog Grabaks Manager Kristian Arzig sich aus dem Musikgeschäft zurück; er wurde durch J. Rose ersetzt. Das 10-jährige Bestehen der Band wurde nicht gefeiert. Im August 2006 spielte die Band eine Demoaufnahme ein, um an einen neuen Plattenvertrag zu kommen, und unterschrieb bei Black Blood Records. Im März 2007 nahm die Band ihr viertes Album auf. das unter dem Titel Agash Daeva erschien und bei dem Nornagest von Enthroned und Tobias G. von Mortjuri als Gastsänger mitwirkten. Im Sommer 2007 verließ Gabor Antok die Band. Seinen Platz nimmt heute Steffen Ellebood ein, der auch bei der Hallenser Band Bloodlegion spielt. 2010 verließ Sebastian Schmidt die Band. Er wurde durch C. Coenen (ex-Valgaldrar) ersetzt, der 2011 ausstieg und durch Haradwaith-Schlagzeuger Erebor ersetzt wurde.

## Stil und Ideologie
Aufgrund des „breit gefächert[en]“ Musikgeschmacks der Musiker waren bei Grabak „von Anfang an verschiedenste Einflüsse zu erkennen. Doch über allen einzelnen Elementen stand eindeutig Black Metal, was sich sowohl in den Lyrics als auch musikalisch deutlich zeigte.“ Charakteristisch für die Band ist die Verwendung zweier Bässe zusätzlich zur E-Gitarre. Ihr Bassist Recke hatte „[i]n Ermangelung einer zweiten Gitarre in seiner damaligen Band“, seinen Bass so zu verzerren versucht, „dass sein Sound dem einer normalen Klampfe in nichts nachsteht, ja sogar noch schneidender ist. Anfänglich nur als Notlösung gedacht, etablierte sich diese Variante letztlich und ist zu seinem Markenzeichen geworden. Er selber meint, physisch gar keine Gitarre mehr spielen zu können, da er sich dermaßen an seinen Bass gewöhnt hat.“ Seit dem Einstieg des Gitarristen Christian „Baddy“ Badtke verzichtet die Bands auf Keyboards. 2007 wurde Grabaks Musik brutaler und schneller.
Grabak bezeichnet in der germanischen Mythologie eine große Schlange zu den Wurzeln von Yggdrasil, die im Lied Grímnismál in der Edda erwähnt wird. Recke und Dirk hatten ein starkes Interesse an nordischer Mythologie, Jan interpretierte die nordische Schlange für sich als die Urschlange neu. Auf die Frage nach der Bedeutung des Satanismus für ihn antwortete Jan, er lebe seine satanische Philosophie privat und erwecke nicht gezielt Aufmerksamkeit damit; Satanismus sei ein Teil der dunklen Seite, gewissermaßen okkult, also verborgen. Er könne jedoch nur für sich selbst sprechen, jedes Mitglied habe seine eigene Meinung dazu. In ihrer Online-Biographie äußerte die Band ihr Desinteresse an einem heidnischen Trend im Metal. Die Mitglieder von Grabak könnten jedoch nicht die Augen vor der musikalischen und ideologischen Entwicklung in der Szene verschließen. Ideologisch werde die Band „so schwarz wie möglich“ bleiben, also satanisch ohne „politische Blindheit“. Die Texte basieren teils auf Mythologie, teils auf Blasphemie, einige basieren auf Texten von John Milton, Dante Alighieri oder H. P. Lovecraft. Auf dem Album Encyclopaedia Infernalis sind die Texte „eindeutig auf die Vorgeschichte auf ‚Prophet des Chaos‘ zurückzuführen. Das soll heißen, dass sich der Prophet als erneutes Thema, ohne die Vorkenntnis aus den Texten des Propheten, nur schwer erschließen oder in einen kontextuellen Rahmen bringen läßt.“ Das Album war von Anfang an als „konzeptueller Nachfolger vom Debüt“ gedacht. Die Texte zu diesem Album wurden auch in englischer Übersetzung bereitgestellt.

## Diskografie
- 1997: Demo (Eigenproduktion)
- 1999: Der Prophet des Chaos (CCP Records)
- 2001: Encyclopaedia Infernalis (CCP Records)
- 2003: The Serpent Within Paradise (CCP Records)
- 2007: Agash Daeva (Black Blood Records)
- 2011: SIN (Twilight Vertrieb)
- 2016: SIN Re-Release (Black Blood Records)
- 2017: Bloodline Divine (Massacre Records)
- 2021: Scion (Talheim Records)